# ぱあてえマエタケだ!
『ぱあてえマエタケだ!』は、1971年4月2日から同年5月28日までNET系列局で放送されていた毎日放送製作のバラエティ番組である。全9回。放送時間は毎週金曜 19:00 - 19:30 （日本標準時）。

## 概要
当時の人気タレント・歌手・コメディアンをゲストに招き、さらに一般からの参加者も交えて歌・踊り・芝居・ゲーム・その他のアトラクションを楽しむというパーティースタイルの番組。司会を務めていたのは前田武彦と当時の若手女性タレントたちで、前田は番組の企画・構成も担当していた。他にも番組マスコットであるカワウソの着ぐるみ（声：小鹿ミキ）や、弦楽器部門を女性のみが占める25人編成のバンド「ぱあてえポップス・オーケストラ」を登場させたりと盛り沢山な内容であったが、番組はわずか2か月で終了した。

## 出演者

### 司会
- 前田武彦 - 企画・構成も兼任。

### ホステス
- 小鹿ミキ - 前述の着ぐるみの声も兼任。
- ささまゆき
- 石原祐子
- 早瀬久美
- 中村晃子